# Burgstall (Abtsdorfer See)
Burgstall ist der Name der einzigen Binnenseeinsel im Abtsdorfer See in der Gemeinde Saaldorf-Surheim im Landkreis Berchtesgadener Land.

## Geographie
Die Insel Burgstall liegt im Nordwesten des Abtsdorfer Sees nur zwölf Meter vom Seeufer entfernt, nahe dem Einödhof Seebichl und dem Zufluss Weidmoosgraben am westlichen Ufer.
Die langgestreckte und dicht mit Fichten bewaldete Insel misst 335 Meter von Nordwesten nach Südosten und ist bis zu 90 Meter breit. Die Flächenausdehnung beträgt 2,51 Hektar. Bei einer Höhe von 433 Metern überragt die Insel den Seespiegel um sechs Meter.

## Verwaltung
Die Insel gehört wie der gesamte See zur Gemeinde Saaldorf-Surheim. Sie bildet das Flurstück Nr. 1359 der Gemarkung Saaldorf.

## Geschichte

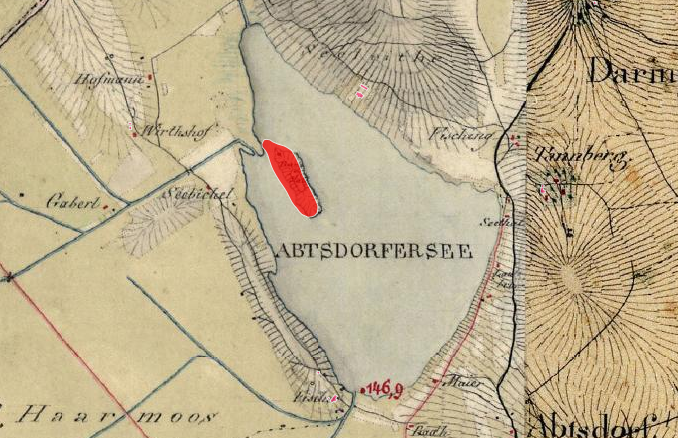
Lageplan von Burgstall (Abtsdorfer See) auf dem Urkataster von Bayern

Im Mittelalter stand auf der Insel eine Burg, als Burg Kuchl bzw. castrum Aptsee bezeichnet, von der aber heute nichts mehr zu sehen ist. Als Gründer des Wehrbaus werden 1355 die Herren von Kuchl genannt, die von dem Salzburger Erzbischof Ortolph die Genehmigung erhalten hatte, inmitten des Abtsees eine Feste zu errichten. Diese Burg wurde bei der kriegerischen Auseinandersetzung zwischen den bayerischen Herzogen und dem Erzstift Salzburg, das auf der Seite der Habsburger stand, erobert. Dies war der Grund, dass die Kuchler ihre Herrschaft den damaligen Siegern gegen eine Zahlung von 120 Pfund Wiener Pfennigen überließen.
Die Burg wurde durch Truppen des Schwäbischen Bundes 1388 nochmals zerstört und blieb danach als Ruine bestehen. 1803 sollen noch beträchtliche Reste bestanden haben, die sukzessive von den Bewohnern des Umlandes für eigene Zwecke abgetragen wurden.
Von einer ehemaligen Brücke zum Westufer zeugen Pfähle, die noch unter Wasser festzustellen sind.
Auf der historischen Flurkarte des 19. Jahrhunderts ist die ehemalige Burg noch in ihrem Umriss angedeutet, der eine Länge von knapp 100 Metern und eine Breite von rund 34 bis 38 Metern aufweist. Auf dem digitalen Geländemodell im BayernAtlas sind die Fundamente noch gut zu erkennen. Auch der Verlauf der ehemaligen Brücke zu dem an dieser Stelle 140 Meter entfernten Westufer beim Einödhof Seebichl ist angedeutet. Die Anlage wird als Bodendenkmal unter der Aktennummer D-1-8043-0027 im BayernAtlas als „Burgstall des späten Mittelalters ("Burg Kuchl" bzw. "castrum Aptsee")“ geführt.